# Oleh Wernjajew
Oleh Jurijowytsch Wernjajew (ukrainisch Олег Юрійович Верняєв; * 29. September 1993 in Donezk) ist ein ukrainischer Kunstturner.

## Werdegang
Seine bisher größten Erfolge sind der Gewinn der Goldmedaille am Barren bei den Olympischen Sommerspielen 2016 in Rio de Janeiro sowie der Weltmeistertitel 2014 am gleichen Gerät. Bei den Sommerspielen in Rio gewann er die Silbermedaille im Einzelmehrkampf.
Sein Heimatverein sind die Ukrainischen Streitkräfte und er turnt seit 2014 bei der TG Saar.
Oleh Wernjajew war im ukrainischen Team für einen Startplatz bei den Olympischen Sommerspielen 2020 nominiert. Wegen eines auf Meldonium positiven Dopingtests wurde er im Herbst 2020 suspendiert und verpasste die Teilnahme an den Spielen in Tokio. Danach wurde er für zwei Jahre gesperrt.